# Кратон
Кратон (от гръцкото κράτος – „сила“) е стара и стабилна част от континенталната литосфера, където литосферата е съставена от двата най-горни слоя на Земята – кората и горната мантия. Кратоните обикновено се намират във вътрешността на тектонските плочи, където са оцелели след периоди на сливане и разделяне на континентите. Типичният им състав е от древен кристален фундамент, който може да е покрит от по-млади седиментни скали. Имат дебела кора и дълбоки литосферни корени, които могат достигат до няколкостотин километра навътре в мантията.
Терминът кратон се използва, за да се разграничи стабилната част от континенталната кора от региони, които са по-активни и нестабилни геологически. Кратоните могат да се разглеждат като щитове, при които фундаментът се е показал на повърхността или като платформи, при които фундаментът е покрит със седиментни скали.
Терминът е предложен за пръв път от австралийския геолог Леополд Кобер през 1921 г. под наименованието кратоген. По-късно германецът Ханс Щиле съкращава името до кратон.

## Структура
Кратоните имат дебели литосферни корени. Мантийната сеизмична томография показва, че под кратоните има необичайно студена мантия, съответстваща на литосфера, която е над двойно по-дебела от типичната океанска или континентална литосфера. При тази дълбочина кратонът се разпростира в астеносферата. Литосферата на кратона е ясно различима от океанската литосфера, защото кратоните имат неутрална или положителна плавателност и малка вътрешна плътност. Тази малка плътност компенсира за евентуално увеличаване на плътността, поради геотермално свиване, и не позволява на кратона да потъне в дълбоката мантия. Литосферата на кратона е много по-стара (до 4 милиарда години) от океанската литосфера (до 180 милиона години).
Скални фрагменти (ксенолити), донесени от мантията чрез магма, съдържаща перидотит, се намират на повърхността като инклузии в т.нар. кимберлитови тръби. Тези инклузии имат плътности, съответстващи на състава на кратона и са съставени от мантиен материал, останал след високите температури на частично топене. Перидотитът силно се влияе от влага. Влагата на перидотита в кратона обикновено е много ниска, което води до много по-голяма издръжливост на скалата. Той, също така, съдържа висок процент магнезий с малка маса, вместо калций или желязо с по-голяма маса.

## Образуване
Процесът, при който се образуват кратони, се нарича кратонизация. Първите големи кратонски маси се образуват по време на архай. През ранния архай топлинният поток на Земята е близо три пъти по-голям от днешния, поради по-голямата концентрация на радиоактивни изотопи и остатъчна топлина от акрецията на Земята. По това време има значително по-голяма тектонска и вулканична активност. Мантията има по-малък вискозитет, а кората е по-тънка. Това води до бързо образуване на океанска кора при хребетите и горещите точки, както и до бързо рециклиране на океанската кора при зоните на субдукция.
Съществуват поне три хипотези за това как са се образували кратоните:
1. Повърхностната кора се е удебелила чрез издигането на струя от дълбок разтопен материал.
2. Последователно подпъхващи се плочи от океанската литосфера са се застопорили под протократон.
3. Натрупване от островни дъги или континентални фрагменти, плаващи заедно и създаващи кратон.

Земната повърхност вероятно е била разчупена на много малки плочи с вулканични острови и дъги на много места. Малки протоконтиненти (кратони) са се образували, когато скали от кората са се разтопили отново при горещите точки и са били рециклирани в зоните на субдукция.
През ранния архай няма големи континенти и малките протоконтиненти вероятно са били нормата в мезоархай, тъй като не са могли да се слепят в по-големи единици, заради високата геоложка активност. Тези протоконтиненти (кратони) вероятно са се образували при горещите точки чрез разнообразни източници: мафична магма, разтопяваща повече скали, частично разтопяване на мафичните скали и от метаморфоза на седиментни скали. Въпреки че първите континенти се образуват през архай, скалите от този период съставят едва 7% от днешните кратони на Земята. Доказателствата сочат, че между 5 и 40% от сегашната континентална кора се е образувала през архай.

## Ерозия
Дългосрочната ерозия на кратоните понякога се нарича кратонски режим. Тя води до образуването на равнинни повърхности, познати като пенеплени. Друг резултат от дългия живот на кратоните е, че те могат да се променят между периоди на относително ниски и високи морски равнища. Високите морски нива водят до по-влажен и океански климат, докато обратното води до по-континентален климат.
Много кратони имат потисната топография от докамбрийски времена, като например Балтийския щит, който е ерозирал до нисък терен още през късния мезопротерозой.